# Asmaral Moscú
El Asmaral Moscú (del ruso: ФК «Асмарал» Москва) fue un equipo de fútbol de Rusia que alguna vez jugó en la Liga Premier de Rusia, la liga de fútbol más importante del país.

## Historia
Fue fundado en el año 1922 en la capital Moscú con el nombre FC Krasnaya Presnya Moscú y participó en la Segunda Liga Soviética en sus primeros años de vida.
Cuando llegó la Perestroika en 1990 y la caída de la Unión Soviética un año después, el club fue adquirido por el empresario iraní Hussam Al-Khalidi y cambió el nombre del club por Asmaral  en relación con las iniciales de los nombres de sus tres hijos (Asil, Mariam y Alan) y se convirtió en el primer equipo de fútbol de Rusia en pertenecer a una empresa privada. En esa temporada, el club había logrado el ascenso a la Primera Liga Soviética, pero como la Unión Soviética desapareció, el club fue incluido en la recién creada Liga Premier de Rusia como uno de sus equipos fundadores.
En su primera temporada en la máxima categoría terminaron en séptimo lugar, pero en la temporada de 1993 descienden a la Primera División de Rusia, sufrendo descensos consecutivos en las temporadas de 1995 y 1996, con lo que terminaron jugando en la Tercera División de Rusia.
En 1998 el club pierde su estatus de equipo profesional y fue disuelto al terminar la temporada de 1999.
El club hizo una pequeña aparición entre 2004 y 2006 como FC Presnya Moscú en la Segunda División de Rusia.
El club disputó dos temporadas en la Liga Premier de Rusia en las que jugó 60 partidos, de los cuales ganó 19, empató 11 y perdió 30, anotando74 goles y recibiendo 102 para un rendimiento del 37,8%; mientras que en la Copa de Rusia jugó 11 partidos, ganando 5, empatando 1 y perdiendo 5, anotó 22 goles y recibió 26 para un rendimiento del 48,5%.

## Jugadores

### Jugadores destacados
| - Yuri Gavrilov - Vasili Kulkov - Aleksandr Mostovoi - Aleksandr Prokhorov - Sergey Rodionov | - Andrei Yakubik - Sergey Grishin - Sergei Semak - Aleksandr Tochilin - Algimantas Briaunis |

## Entrenadores

### Entrenadores destacados
- Yuri Gavrilov[10]